# Scarites subterraneus
Scarites subterraneus är en skalbaggsart som beskrevs av Fabricius. Scarites subterraneus ingår i släktet Scarites och familjen jordlöpare. Inga underarter finns listade i Catalogue of Life.

## Bildgalleri

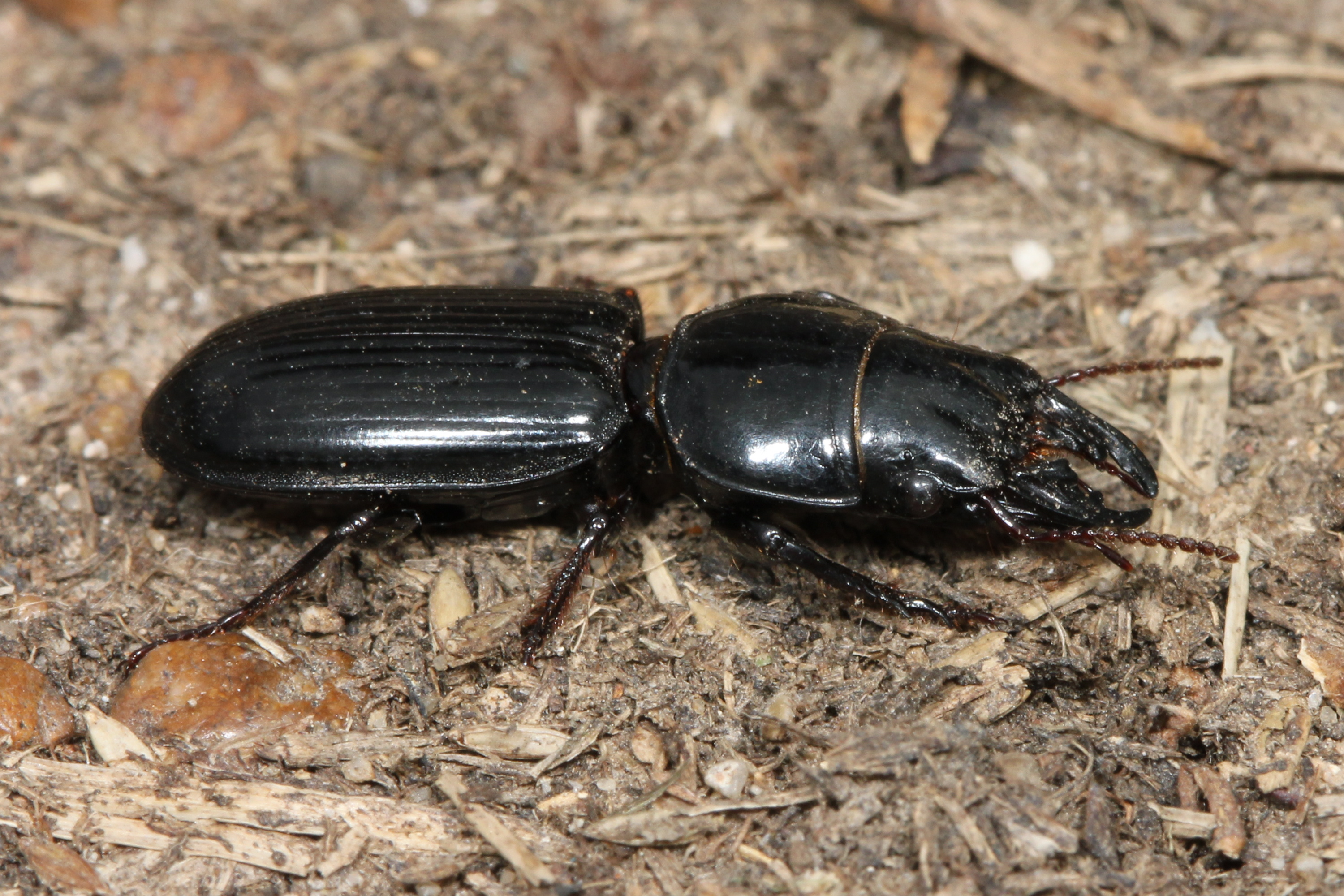